# Bailliages contestés
Les bailliages contestés,, (en allemand : umstrittene Ämter) ou bailliages exempts, étaient onze bailliages de l'intendance d'Alsace, situés au nord de la Basse-Alsace,,, entre le Seltzbach et la Queich, et contestés entre le royaume de France et l'Empire à la suite de la paix de Ryswick.
Le différend frontalier concernait la limite septentrionale du landgraviat d'Alsace (en latin : Alsatiae Landgraviatus ; en allemand : Landgrafschaft Elsass) ou Basse-Alsace (en latin : Alsatia inferior ; en allemand : Unterelsass).

## Contexte
Par l'article 74 du traité de Münster, l'Empereur avait cédé au roi de France : 
- Sur la rive gauche du Rhin :
  - Le landgraviat de Haute- et Basse-Alsace ;
  - Le Sundgau ;
  - Les dix villes impériales de la préfecture de Haguenau, à savoir : Haguenau, Colmar, Sélestat, Wissembourg, Landau, Obernai, Rosheim, Munster, Kaysersberg et Turckheim ;
- Sur la rive droite du Rhin, la ville de Brisach (aujourd'hui, Vieux-Brisach).

La limite septentrionale du langradviat de Basse-Alsace n'était pas définie.
Trois « limites naturelles » étaient envisageables : le Seltzbach, la Lauter ou la Queich.
Pour les Impériaux, la souveraineté du roi de France s'arrête à la Lauter, rivière qui traverse Wissembourg, alors que, pour les Français, elle s'étend une vingtaine de kilomètres plus au nord, jusqu'à la Queich, rivière qui traverse Landau. 
Le Seltzbach était la limite des anciens diocèses de Strasbourg et de Spire.

## Liste des bailliages contestés
Les bailliages contestés étaient les suivants :
- Cinq bailliages relevant du prince-évêque de Spire, à savoir[3] :
  - Le bailliage de Lauterbourg, subdivisé en :
    - Haut-bailliage, comprenant Aschbach, Jockgrim, Kaidenbourg, Lauterbourg, Mothern, Neewiller, Niederlauterbach, Oberrœdern, Rheinzabern, Salmbach et Schafhausen, Scheibenhard et Scheibenhardt, Siegen et Stundwiller[14] ;
    - Bas-bailliage, comprenant Buchelberg, Hatzenbühl, Herxheim, Herxheimweyher, Hayna, Rülzheim et Scheid[15] ;

  - Le bailliage de Magdebourg, comprenant Arzheim, Eschenbach, Ranschbach, Waldhambach et Waldrohrbach[16] ;
  - Le bailliage de Dahn, comprenant Bruchweiler, Dahn, Erfweiler, Fischbach, Hauenstein, Hinterweidenthal (en partie) et Schindhard[17] ;
  - Le bailliage d'Altenstadt, comprenant Altenstadt, Bärenbach, Bobenthal, Finsternheim, Haftelhof (cense), Langenschleithal (Schleithal), Oberseebach, Schlettenbach et Schweighofen[18] ;
  - Le bailliage de Saint-Remi, comprenant Kapsweyer, Klein-Steinfeld, Saint-Remi et Steinfeld[19] ;
- Deux bailliages relevant du duc de Deux-Ponts, à savoir[3] :
  - Le bailliage de Cléebourg, comprenant Birlenbach, Bremmelbach, Hoffen, Hunspach, Ingolsheim, Keffenach, Oberhoffen, Rott et Steinseltz[20] ;
  - Le bailliage de Gutenberg, comprenant Dörrenbach, Freckenfeld, Hefel, Langencandel (Candel), Minderschlag, Minfeld, Niederotterbach, Oberotterbach, Rechtenbach et Wolmerswiller[21] ;
- Deux bailliages relevant du prince-électeur palatin, à savoir[3] :
  - Le bailliage de Seltz, comprenant Kesseldorf, Munchhausen et Seltz[22] ;
  - Le bailliage de Hagenbach, comprenant Bergen, Hagenbach, Neubourg, Pfortz et Werth[23] ;
- Un bailliage relevant du margrave de Bade, à savoir[3] :
  - Le bailliage ou la prévôté de Beinheim, comprenant Alt-Beinheim (Vieux Beinheim), Beinheim, Leutenheim et Neuhaeusel[24] ;
- Possession des Waldenbourg :
  - La prévôté de Berbelstein, comprenant Bundenthal, Erlenbach et Lauterschwan.

## De la Révolution française à aujourd'hui
Le 14 mars 1793, la Convention nationale prit un décret qui réunit à la France les villes et communes suivantes : Berglabren, Glengenmenster, Billichein, Oberhoffen, Barbelrod, Winten, Dierbach, Pleichweiser, Klingen, Oberhausen, Kleishorbach, Fiderhorbach, Kleiszellen, Kaplen, Herchiersveiler, Horbach, Erlebach, Mertzheim, Steinveiler, Volsfisheim, Appenhoffen, Heichelheim, Mulheffen, Volmersheim, Nidersborst, Oberhorst, Effingen, Aldorff, Gommersbeim, Freisbach et Ilvesheim. Ce même décret les érigea en cinquième district du département du Bas-Rhin, district dont Landau était le chef-lieu.
Sous le Consulat, le tableau annexé à loi du 28 pluviôse an VIII (17 février 1800) réunit les anciens bailliages contestés au sein de l'arrondissement de Landau, comprenant les cantons de Landau, Billigheim, Bergzabern, Dahn, Wissembourg, Candel, Lauterbourg, Soultz-sous-Forêts et Niederbronn.
Au premier traité de Paris, du 30 mai 1814, la France conserva « une partie des départements du Mont-Tonnerre et du Bas-Rhin, pour joindre la forteresse de Landau et son rayon au reste du Royaume ». Ce territoire était délimité comme suit : « en partant du point où, près d'Obersteinbach (qui reste hors des limites de la France), la frontière entre le département de la Moselle et celui du Mont-Tonnerre atteint le département du Bas-Rhin, suivra la ligne qui sépare les cantons de Wissenbourg et de Bergzabern (du côté de la France), des cantons de Pirmasens, Dahn et Anweiler (du côté de l'Allemagne), jusqu'au point où ces limites, près du village de Wolmersheim, touchent l'ancien rayon de la forteresse de Landau » puis, « de ce rayon, qui reste ainsi qu'il était en 1792, la nouvelle frontière suivra le bras de la rivière de la Queich, qui, en quittant ce rayon près de Queichheim (qui reste à la France), passe près des villages de Mertenheim, Knittelsheim et Belheim (demeurant également Français), jusqu'au Rhin, qui continuera ensuite à former la limite de la France et de l'Allemagne ».
Après les Cent-Jours, par le traité de Paris du 20 novembre 1815, la Lauter « serv[ant] de frontière jusqu'à son embouchure dans le Rhin », la France perdit « tout le territoire sur la rive gauche de la Lauter, y compris la place de Landau », à l'exception de Wissembourg qui, « traversée par cette rivière, restera toute entière à la France, avec un rayon, sur la rive gauche, n'excédant pas mille toises ».